# Lukibu
La Lukibu est une rivière de la République démocratique du Congo et un affluent du Kasaï, et donc un sous-affluent du fleuve Congo. 